# Combate da Ladeira da Velha

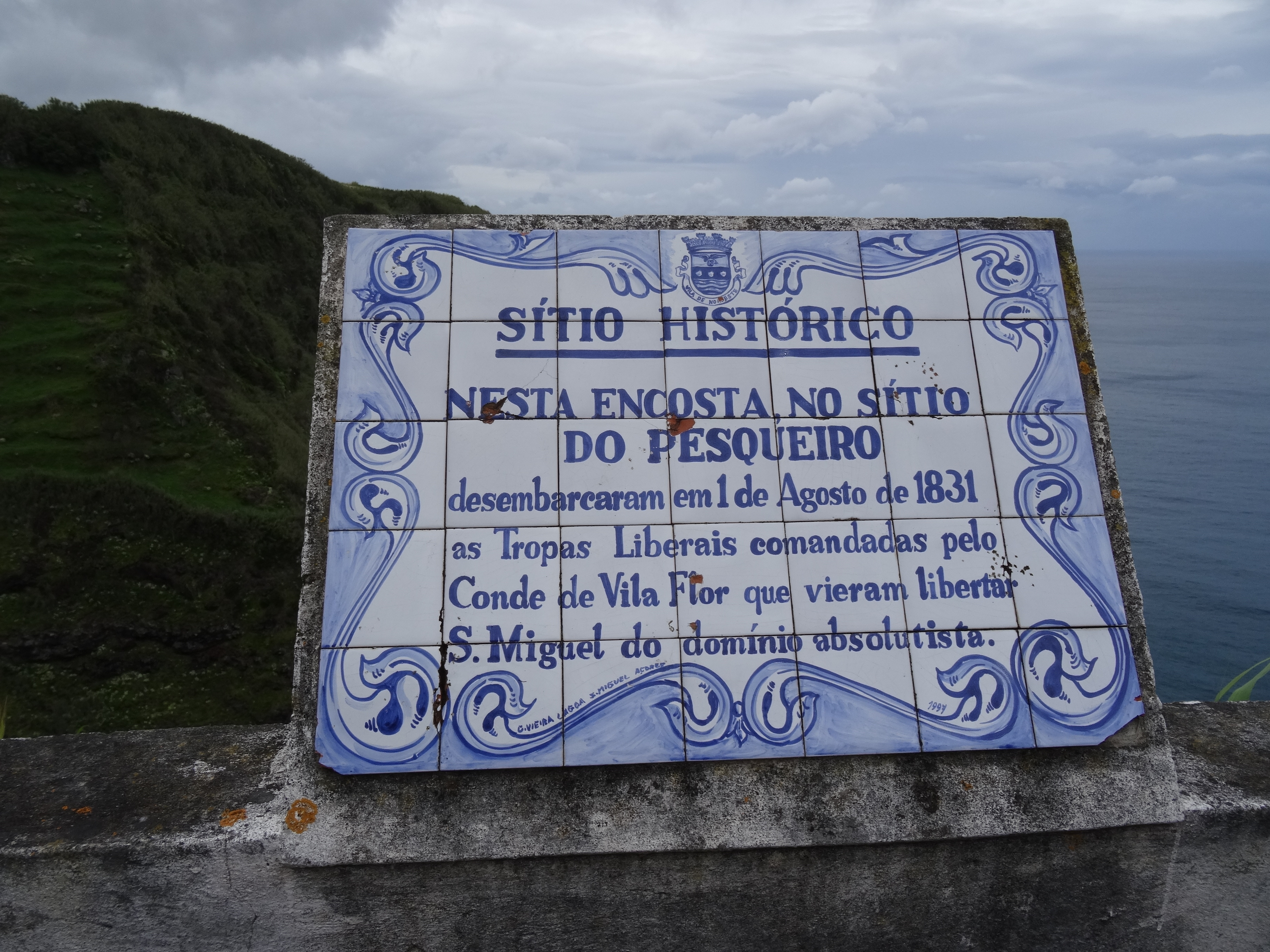
Memorial no Pesqueiro da Achadinha.

O Combate da Ladeira da Velha foi um recontro travado, no contexto da Guerra Civil Portuguesa (1828-1834), a 2 de agosto de 1831, entre as forças liberais vindas da ilha Terceira e as forças da guarnição da ilha de São Miguel, fiéis a D. Miguel I de Portugal. Após o desembarque das forças liberais no Pesqueiro da Achadinha (concelho de Nordeste), sob o comando do 7.º conde de Vila Flor, o combate feriu-se nas encostas do vale que da Ribeira do Limo e Cerrado Novo sobe até à Ladeira da Velha, na freguesia de Porto Formoso, concelho da Ribeira Grande, tendo as forças miguelistas sido vencidas, abrindo o caminho à conquista da ilha de São Miguel pelos liberais. A vitória liberal na Ladeira Velha, que levou ao controlo da ilha de São Miguel e a uma vitória mais ampla das forças liberais nos Açores, foi o último episódio na consolidação do domínio liberal no arquipélago, abrindo caminho para a chegada a Angra do ex-imperador D. Pedro I do Brasil e para a preparação das forças que no ano seguinte executariam o desembarque no Mindelo, ocorrido a 8 de julho de 1832, para o qual a ilha de São Miguel serviu de base.

## Descrição
A revolta liberal ocorrida em Angra no dia 22 de junho de 1828 foi o rastilho da Guerra Civil Portuguesa, conflito que se arrastaria por 6 anos até à assinatura da Convenção de Évora Monte em 26 de maio de 1834. Na fase inicial os liberais, instalados em Angra e com o seu centro de poder militar na Fortaleza de São João Baptista, mantiveram um guerra de guerrilha na ilha Terceira que teve o seu epílogo na vitória liberal no recontro do Pico do Seleiro. O poder liberal na ilha Terceira consolidou-se após a batalha da Praia, a 11 de agosto de 1829, o que permitiu a organização de expedições que submeteram a ilha de São Jorge (com o desembarque e recontro da Ladeira do Gato), do Pico e do Faial, e os consequentes movimentos espontâneos de adesão ao liberalismo nas ilhas Graciosa, Flores e Corvo. Após estes sucessos, o poderia miguelista nos Açores estava restrito às ilhas de São Miguel e de Santa Maria, com o centro do poder em Ponta Delgada, onde estava o capitão-general nomeado para o arquipélago pelo governo do rei D. Miguel I. Foi com o objetivo de consolidar o domínio liberal no arquipélago que no verão de 1831 se organizou uma expedição visando submeter a ilha de São Miguel e, por arrastamento, a ilha de Santa Maria.
Assim, após a redução das ilhas do Grupo Central do arquipélago dos Açores (as chamadas Ilhas de Baixo) à obediência de D. Maria II, obtida militarmente por expedições que partindo da Terceira foram submetendo a resistência miguelista que ainda subsistia nas ilhas de São Jorge, Pico e Faial, era imprescindível ao campo liberal a conquista da ilha de São Miguel, último bastião de D. Miguel nos Açores. Com esse objetivo, sob o comando do António José Severim de Noronha, conde de vila Flor, foi cuidadosamente preparada uma operação militar visando submeter a cidade de Ponta Delgada e aprisionar o general Sousa Prego, o capitão-general dos Açores nomeado pelo governo miguelista, qua ali se encontrava refugiado.

### Preparação da operação
Em preparação da operação, no dia 2 de julho daquele ano de 1831, uma pequena chalupa britânica fretada, a Water Witch, zarpou de Angra rumo à ilha de São Miguel, levando a bordo o coronel Quintino de Avelar, acompanhado pelo engenheiro militar Pombo e por um pequeno destacamento. O objetivo da diligência era convencer o general Sousa Prego a entregar a ilha de São Miguel sem necessidade de uma intervenção militar. O engenheiro militar a bordo tinha por missão proceder ao reconhecimento da costa da ilha, para preparar o desembarque das forças liberais caso a via negocial não surtisse o desejado resultado.
A intenção de chegar ao contacto com o general Sousa Prego gorou-se, pois estavam navios miguelistas no porto de Ponta Delgada, o que obrigou a força de reconhecimento a afastar-se da cidade e regressar à ilha Terceira, sem dar a conhecer a sua presença. Contudo, já na viagem de regresso, a Water Witch abordou uma embarcação de pesca, que se encontrava na faina por alturas da Ponta dos Mosteiros, recolhendo dos pescadores informações sobre a situação na ilha, e convencendo um deles, Francisco de Andrade, natural de Rabo de Peixe e conhecedor das condições de praticabilidade da costa micaelense, a ir à Terceira, para servir de prático no desembarque liberal que se planeava executar na costa da ilha de São Miguel.
A 27 do mesmo mês de julho de 1831, uma vez mais Quintino de Avelar, agora acompanhado de Luís da Silva Mouzinho de Albuquerque, do major Pacheco e do prático Francisco de Andrade, rumaram na Water Witch para a costa norte de São Miguel para escolherem, em definitivo, o local do projetado desembarque. Um dos locais apontados foi o pesqueiro na foz da ribeira da Achadinha, ficando, contudo, a escolha definitiva para ser feita em função das condições de mar e vento no dia do desembarque. Regressada a escuna à Terceira, deu-se início ao aprontamento da força previamente destinada à operação, designada por Divisão Expedicionária. Com esse objetivo, no dia 28 de julho, por volta das 6 horas da tarde, foram reunidas no Relvão, em Angra, duas divisões compostas por forças irregulares. milicianos e alguns mercenários, e tropas de linha de infantaria e artilharia. No dia 30 de julho, por volta do meio-dia, as forças liberais embarcaram na baía de Angra e a flotilha levantou âncora por volta das 5 horas da tarde, com destino a São Miguel.
A Divisão Expedicionária era composta pelo Corpo de Cadetes, o Corpo de Voluntários Académicos, o Batalhão de Caçadores n.º 5, o Corpo de Sapadores, um batalhão do Regimento de Infantaria n.º 18 e outro do Regimento Provisório de Infantaria, e ainda o pessoal necessário para as guarnições da artilharia de campanha fornecidas pelo Batalhão de Artilharia de Angra. O efectivo total, conforme as fontes, comportaria entre 1500 e 1900 homens de armas.

### O desembarque no Pesqueiro da Achadinha
Permitindo as condições meteorológicas, o comboio naval de transporte da Divisão Expedicionária rumou ao remoto pesqueiro da foz da ribeira da Achadinha, apesar do local não oferecer as condições adequadas para a operação. A falta de condições para o desembarque de uma força, por ser uma estreita praia de grandes calhaus rolados, aberta ao mar e por isso batida pela ondulação, encaixada na base de um íngreme e estreito vale, era ainda complicada pela falta de espaço na base da falésia onde as tropas se pudessem agrupar após o desembarque. Contudo, essas mesmas características, por tornarem improvável o desembarque, levaram a que o local não estivesse fortificado nem guardado, a que acrescia a vantagem de não haver qualquer concentração de forças militares miguelistas por muitos quilómetros em redor.
Por terem caído um pouco a sotavento da rota premeditada, aproximando-se por isso mais do que estava planeado da costa oeste da ilha de São Miguel, os navios que transportavam a Divisão Expedicionária agruparam-se na noite de 31 de julho para 1 de agosto, já alta noite, em frente da Ponta da Bretanha, o extremo noroeste da ilha. Em consequência, foi necessário bordejar toda a costa norte da ilha até ao ponto escolhido para o desembarque, pelo que na madrugada do dia 1 de agosto, quando a luz o permitiu, o comboio foi avistado frente à Ribeira Grande, alarmando de imediato os defensores da ilha. Por essa altura, as embarcações já rumavam em direção à Achadinha.
O avistamento do comboio naval na manhã do dia 1 de agosto de 1831 foi de imediato comunicado, pelo juiz-de-fora da Ribeira Grande, ao capitão-general, que se encontrava em Ponta Delgada. Contudo, apesar da força ter sido avistada a pouca distância da costa, persistia no comando miguelista a incerteza quanto ao local de desembarque, tendo parecido inicialmente, pela altura e rota dos navios, que este se faria no Porto de Santa Iria, na Ribeirinha, ou então no Porto Formoso, desembarcadouros onde existiam pequenos portos de pesca. Em consequência, foi para a Ribeirinha que se enviaram as tropas disponíveis na Ribeira Grande, nomeadamente o Regimento das Milícias locais e um destacamento de Caçadores. Uma parte do destacamento de Caçadores marchou para o Porto Formoso, preparando-se para defender o pequeno porto e areal ali existente.
Existe informações díspares sobre a hora do início desembarque, que se teria iniciado passaria das 6 horas da manhã, mas os últimos navios só por volta das 10 horas da manhã dobraram a Ponta da Ajuda, só então ficando claro que o desembarque se faria para leste do Porto Formoso. Esta movimentação do comboio das forças liberais ao longo da costa, se por um lado revelou a iminência do ataque aos comandos miguelistas, lançou incerteza sobre o ponto desembarque, desviando da Achadinha as forças que deveriam ter sido para ali encaminhadas. Em consequência, até às 9 horas ainda se montava o dispositivo defensivo miguelista no porto de Santa Iria, altura em que o desembarque há muito se tinha iniciado no Pesqueiro da Achadinha.
O desembarque fez-se com enorme dificuldade, seguido da escalada penosa da escarpa, a que acresceu a presença de alguns civis hostis que, do alto da falésia, rolaram grandes pedras sobre as tropas. Apesar disso, o desembarque fez-se sem quaisquer baixas e foi possível agrupar os batalhões por alturas da Ponta da Ajuda, já nos Fenais da Ajuda. O desembarque foi longo e penoso, prosseguindo até às 3 horas da tarde. Não foi possível o desembarque da artilharia, apenas mais tarde desembarcada, em melhores condições, no Porto Formoso. A utilização do Pesqueiro da Ajuda para o desembarque, foi total surpresa para as força miguelistas, anulando por completo a vantagem de quem estava em terra.
Após o reagrupamento inicial das forças, as tropas liberais prepararam-se para os primeiros contactos com as forças defensoras e iniciaram a marcha sem grande incómodo em direção à Ribeira Grande. O primeiro contacto com as tropas absolutistas ocorreu por volta da uma hora da tarde, pouco mais ou menos, quando ainda decorria o desembarque, mas quando a vanguarda dos liberais já se encontrava perfeitamente organizada e à espera do contra-ataque nas imediações da ponte que cruza a Ribeira da Ponte Nova, na Ajuda. O protagonista foi o destacamento de Caçadores que logo pela madrugada tinha saído da Ribeira Grande em direção ao Porto Formoso, e que continuara para leste quando se apercebeu que os navios não se dirigiam àquele ponto. O tiroteio foi vivo, porém, a pequena força absolutista não tardou a bater em retirada, deixando alguns mortos no terreno, entre eles o capitão Marcelino Coelho Bandeira, ajudante-de-ordens do capitão-general Sousa Prego, e em poder do inimigo uma peça de montanha, que foi surpreendida por alguns elementos do Batalhão de Caçadores n.º 5, que se achavam emboscados, quando os adversários iam principiar a fazer fogo. Foi esta a peça utilizada pelas tropas liberais na Ladeira da Velha.
Pouco depois, outra pequena coluna absolutista vinda das Furnas foi posta em debandada, morto o seu comandante, José Maria da Silva, logo aos primeiros tiros. As tropas liberais avançaram para oeste sem outro obstáculo até à Maia, onde os soldados de Vila Flor acamparam nas colinas junto à Ribeira dos Moinhos, para aí passarem a noite, enquanto as forças absolutistas mais próximas se posicionaram na Ladeira da Velha, no caminho de Porto Formoso para a Ribeira Grande. De manhã, continuam a sua marcha, atravessando a freguesia da Maia, onde os habitantes tinham abandonado as suas casas. Encontraram poucos obstáculos e avançaram até Porto Formoso, cujo Forte do Porto Formoso e outros pontos de defesa costeira também estavam abandonados.

### O combate da Ladeira da Velha
A estratégia adotada pelo comando miguelista centrou-se na contenção das forças liberais no profundo vale que desemboca na Ladeira da Velha, o que parecia relativamente fácil dada a configuração do terreno, permitindo que um contingente constituído pelo Regimento de Milícias de Vila Franca do Campo, reforçado com 200 homens do Regimento de Infantaria n.º 1, vindo de Vila Franca do Campo pela estrada das Furnas, atacasse pela retaguarda. Contudo cedo se começaram a revelar difíceis as movimentações de tropas miguelistas, pois a dificuldade dos absolutistas em fazer deslocar tropas foi uma constante em toda a ação, sendo também patente a falta de preparação militar das milícias, a que se aliava a pouca vontade de combater das tropas por uma causa que poucos compreendiam.
As forças posicionadas miguelistas posicionadas ao longo da estrada da Ladeira da Velha eram constituídas por cerca de 900 combatentes, na sua maioria milicianos do Regimento de Milícias da Ribeira Grande, a quem faltava a preparação militar que a situação exigia. As tropas de linha eram constituídas por algumas centenas de Caçadores e de soldados do Regimento de Infantaria n.º 20, comandados por um tenente-coronel que montou um dispositivo tático de que o coronel das milícias discordava, mas não ousou contrariar. Aquele dispositivo consistia no posicionamento das tropas em alas flanqueando a estrada, sem constituírem uma frente consistente nem prevenirem as previsíveis manobras de flanco e de envolvimento, que apesar de muito difíceis de executar dada a topografia acidentada do local e a presença de ribeiras encaixadas em profundos vales, eram possíveis.
A completar o dispositivo miguelista, o coronel Silva Reis, ao comando das tropas absolutistas na ilha de São Miguel, instalou-se na retaguarda, na Ribeirinha, com as tropas de reserva. Era este o dispositivo defensivo que, na manhã do dia 2 de agosto, se encontrava instalado quando o contingente liberal chegou ao Porto Formoso e retomou a marcha em direção à Ribeira Grande. Era um dispositivo constituído maioritariamente por milicianos, que, tal como a tropa de linha, manifestavam baixo moral e pouca adesão aos princípios que norteavam a contenda. Esta falta de vontade de combater já se havia manifestado na véspera, pois o comandante das tropas, o Regimento de Milícias da Cidade de Ponta Delgada, o Batalhão de Infantaria da Ilha e as forças do Regimento de Infantaria n.º 20 e dos batalhões de Caçadores tinham demorado todo o dia para fazer o trajeto entre Ponta Delgada e a Ribeira Grande. Manifestando essa mesma falta de energia, ao amanhecer do dia 2 de agosto apenas um pequeno contingente tinha avançado para a Ladeira da Velha. O próprio capitão-general Sousa Prego tinha feita na véspera uma rápida visita à Ribeira Grande, regressando apressadamente a Ponta Delgada, inseguro da fidelidade da cidade.
A ação iniciou-se quando, cerca das 9 horas da manhã, um piquete absolutista avançado estabeleceu contacto com a vanguarda dos soldados liberais. Daí resulta uma breve troca de tiros, com uso da peça artilharia de montanha que havia sido capturada na véspera, a que forças absolutistas respondem também com a sua artilharia de montanha. O rápido recontro é inconclusivo, com ambos os lados a imobilizarem-se e a cessarem o fogo. Esta situação leva o comandante das forças liberais, o conde de Vila Flor, a ordenar um movimento de flanco pelos campos e matas que rodeiam o vale, mandando efetivos ocupar duas elevações dominantes à posição dos soldados absolutistas. A manobra foi difícil e demorada, obrigando à transposição de profundas grotas e ravinas à escalada de várias falésias.
Apesar da demora, o tempo não foi aproveitado pelos defensores, pois a falta de efetivo comando não permite os movimentos táticos nem a resposta adequada à iniciativa dos atacantes. A tropas permanecem imobilizadas enquanto é enviado um oficial à Ribeirinha a pedir o reforço de tropas e a presença do comandante das forças, coronel Silva Reis, no campo de batalha.
Entretanto, as forças absolutistas vindas de Vila Franca do Campo, que Vila Flor diz terem sido cerca de 500 homens, atacaram a retaguarda das forças liberais, mas não conseguiram suster-lhes o avanço. Os liberais ocuparam as posições dominante sobre o dispositivo miguelista montado na Ladeira da Velha, o que provocou a debandada a maior parte das forças das milícias miguelistas, permitindo o avanço da força principal ao longo da estrada. Quando, finalmente, o coronel Silva Reis se aproximou da frente de combate com reforços de homens e artilharia, já não lhe foi possível controlar a situação. Mandou formar a tropa que lhe restava junto à Ribeira do Salto, mas quando uma bala de canhão caiu nas proximidades, o que restava dos milicianos entrou em debandada, procurando desesperadamente fugir acobertados por entre os milhos e as matas. Por sua vez os soldados de linha partiram ou inutilizaram as suas armas, recusando-se a combater. O recontro terminou com a fuga descontrolada das tropas miguelistas restantes, sem hipótese de recomposição dos respetivos corpos, perseguidas de perto pelos soldados de Vila Flor. Segundo fonte absolutista, terão morrido em combate 69 militares, número que aumentou com os feridos que vieram a falecer posteriormente. Os liberais apontam 350 baixas miguelistas, entre mortos e feridos, registando 29 mortos entre os militares do Batalhão de Caçadores n.º 5.
No fim da tarde desse dia 2 de agosto as forças liberais da Divisão Expedicionária entraram em triunfo na Ribeira Grande, sem resistência do que restava das forças miguelistas. No dia seguinte, a cidade de Ponta Delgada rende-se sem combate. Entretanto um grupo de constitucionais, mesmo antes de conhecer o desfecho da batalha da Ladeira da Velha, já fizera hastear a bandeira azul e branca do liberalismo no Forte de São Brás no início da tarde do dia 2 de agosto.
O capitão-general Sousa Prego refugiou-se em casa do cônsul britânico, com cuja ajuda conseguiu fugir para Lisboa, embarcando num navio inglês que estava surto no porto de Ponta Delgada, levando consigo os colaboradores mais próximos. Os oficiais que não aderiram ao liberalismo foram aprisionados e enviados para a ilha de Santa Maria. As tropas que se renderam, com o seu armamento e munições, foram incorporadas no Exército Libertador dos liberais, que assim reforçaram o moral das suas tropas, adquirindo homens e armamento.

## Consequências
A vitória dos liberais na Ladeira da Velha permitiu estabelecer firmemente o seu controlo sobre todo o arquipélago dos Açores. No ano seguinte, os liberais utilizaram as ilhas como base para lançar a invasão do território continental, que culminou no desembarque no Mindelo a 8 de julho de 1832. As forças liberais que protagonizaram aquele desembarque foram reunidas em Ponta Delgada, de cujo porto partiu a expedição do Exército Libertador.
As tropas e os armamentos capturados engrossaram o exército liberal, sendo os oficiais que recusaram a adesão aos princípio dos constitucionais desterrados para a ilha de Santa Maria. O comandante das forças miguelistas vencidas, o coronel José da Silva Reis, foi aprisionado e julgado, sendo enviado preso para a ilha Terceira, onde viria a ser assassinado, a 12 de outubro 1832, pelas oito horas da noite, quando foi mandado à presença do corregedor, na companhia do capitão José Joaquim Barreira, para serem interrogados sobre uma revolta que se acreditava estar a ser preparada. No regresso foram barbaramente assassinados na esplanada do Castelo de São João Baptista, alegando depois os da escolta que os presos queriam fugir.